# Реестр повесток
Рее́стр пове́сток (реестр воинского учёта и/или реестр военнообязанных) — государственная информационная система, содержащая сведения о гражданах, необходимые для актуализации документов воинского учёта.
В России появится[когда?]

 единый цифровой реестр воинского учёта, в котором будут храниться практически все персональные данные военнообязанных. Также будет создан отдельный реестр выданных повесток. Политолог Татьяна Становая назвала эту систему «элементом цифрового тоталитаризма».
- Единый реестр сведений о гражданах, подлежащих первоначальной постановке на воинский учёт, гражданах, состоящих на воинском учёте, а также о гражданах, не состоящих, но обязанных состоять на воинском учёте
- Реестр направленных (вручённых) повесток

## История появления

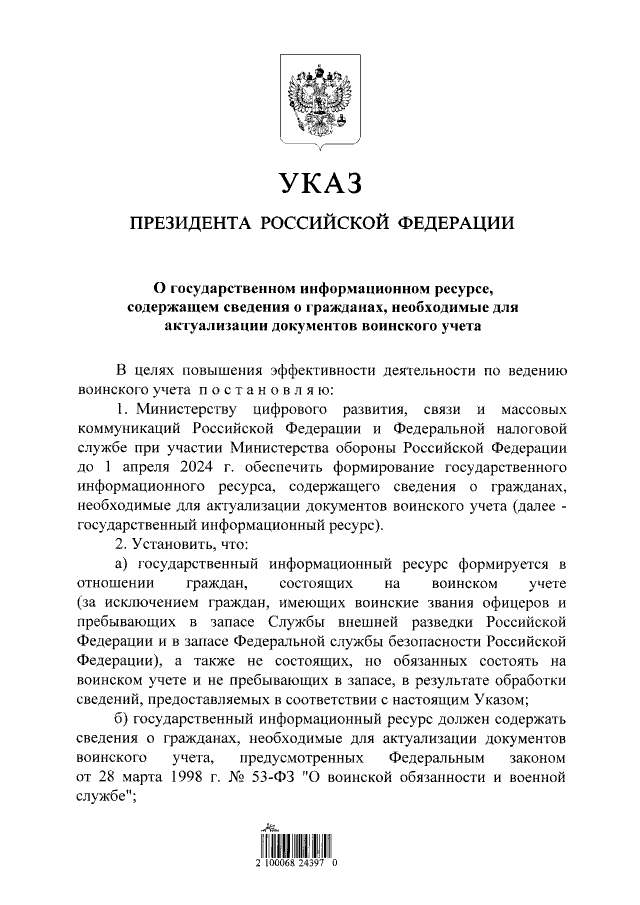
Первая страница указа президента России «О государственном информационном ресурсе, содержащем сведения о гражданах, необходимые для актуализации документов воинского учёта»

По словам секретаря Комитета солдатских матерей Валентины Мельниковой, комитеты солдатских матерей с 1990 года требовали создания базы компьютерного учёта в военкоматах — но личные дела призывников оставались на бумаге, а начавшаяся в 2022 году мобилизация выявила полнейшее отсутствие порядка в этой сфере. Прежде в законе «О воинской обязанности и военной службе» говорилось, что призывник обязан получить повестку лично «под расписку».
25 ноября 2022 года Владимир Путин подписал указ о создании до 30 декабря 2022 года общего реестра россиян, состоящих на воинском учёте. Участвовать в создании этой базы данных будут Минобороны, Минцифры, а также Федеральная налоговая служба.
Тестовая версия уже была готова зимой 2023 года. В сентябре 2023 года замглавы Минцифры РФ Олег Качанов заявил, что запустить на всей территории РФ единый электронный реестр воинского учёта удастся не раньше 2025 года, в связи с жесткими требованиями к информационной безопасности.
Хотя глава комитета Госдумы по обороне Андрей Картаполов и отрицал возможность отправки электронных повесток призываемым весной 2023 года, министр обороны Сергей Шойгу уже говорил об этом факте. В Генштабе РФ заявили в конце марта, что военкоматам поставили задачу во время призывной кампании оповещать граждан «в электронном виде», а если это невозможно технически, то «путём вручения повесток». Военный комиссар Владимирской области Юрий Гусаров заявил, что во время весеннего призыва 2023 года в армию в регионе откажутся от бумажных повесток. 31 марта замглавы комитета Госдумы по обороне Юрий Швыткин заявил, что уведомление от военкоматов в электронном виде будет приравнено к вручению повестки лично в руки. На тот момент это утверждение противоречило действующему законодательству, на что обратили внимание другие российские политики.
Согласно постановлению правительства от 27 апреля 2024 года, единый реестр воинского учёта должен быть готов к запуску в ноябре того же года. Частично он заработал в сентябре 2024 г., в тестовом режиме реестр функционировал в трех регионах, таких как Марий Эл, Сахалинской и Рязанской областях, о чём сообщалось на главной странице портала.
9 мая 2025 года с сайта реестра была убрана отметка о работе в тестовом режиме, портал перешел в полноценный режим работы.

## Реестр
Благодаря поправкам передавать в реестр данные о призывниках обязаны будут самые разные организации. Многие из этих организаций и так обязаны были предоставлять информацию военкомату, но теперь она будет храниться централизованно, в едином цифровом реестре. Закон предполагает, что в реестре повесток будет личный кабинет, к которому человек сможет получить доступ. Также выписку из реестра повесток можно будет получить в МФЦ, но если вы обратитесь за подобным документом, сотрудники центра обязаны будут в течение суток сообщить об этом полиции.
Если нет личного кабинета на «Госуслугах», спустя семь дней после того, как запись появится в реестре, она автоматически будет считаться вручённой.
Запрет на выезд из страны и другие меры ограничений военный комиссар тоже сможет ввести своим решением, просто сделав запись в электронном реестре. Оспорить ограничения также можно будет в суде. Кроме того, региональные власти будут иметь право ввести дополнительные ограничения, лишив человека «выплат, льгот, мер поддержки и иных преференций». Уведомление о том, что вы ограничены в правах, должно будет прийти в личный кабинет на «Госуслугах». В законе отдельно подчёркивается, что все правила вступают в силу ещё до начала эксплуатации новых информационных ресурсов — а это в том числе постановка на воинский учёт без личной явки, отправка повесток в электронной форме, запрет на выезд из страны и применение других мер по отношению к уклонистам.
За неявку, кроме временных запретов, грозит только административный штраф от 500 до 3000 рублей. Но если призывник-срочник систематически игнорирует повестки без уважительных причин, для него это может обернуться уголовным преследованием с наказанием до двух лет лишения свободы. Власти предлагают возможность оспорить призыв до судебного урегулирования — через отправку жалобы на «Госуслугах».

## Реакция
Правозащитники сомневались, что информационный ресурс будет работать в полной мере. Валентина Мельникова в конце ноября 2022 года высказала мнение, что набор будут проводить прежними методами — облавами. Главное препятствие для реализации реформы о цифровых повестках — это даже не технические проблемы с государственными данными и их интеграцией, а борьба разных ведомств за то, кто будет контролировать столь мощный инструмент.

## Нормативные правовые акты и законопроекты
- Указ Президента Российской Федерации от 25.11.2022 № 854 «О государственном информационном ресурсе, содержащем сведения о гражданах, необходимые для актуализации документов воинского учёта»
- Федеральный закон от 14.04.2023 № 127-ФЗ «О внесении изменений в отдельные законодательные акты Российской Федерации»
- Постановление Правительства Российской Федерации от 19.04.2024 № 506 "О государственной информационной системе «Единый реестр сведений о гражданах, подлежащих первоначальной постановке на воинский учёт, гражданах, состоящих на воинском учёте, а также о гражданах, не состоящих, но обязанных состоять на воинском учёте»